# Лудмер, Яков Иванович
Яков Иванович Лудмер (1857, Одесса — после 1917) — российский публицист и статистик.

## Биография
Родился в еврейской семье, принявшей христианство. Согласно воспоминаниям П. Н. Милюкова, во второй половине 1870-х гг. учился вместе с его братом Алексеем в Императорском Московском техническом училище и оказал значительное идейное влияние на становление самого Милюкова и его друзей по гимназии. В 1877 г. был, вместе с сестрой Софьей, привлечён к дознанию по делу «Общества друзей», созданного Марком Натансоном; в 1878 г. разбирательство против них было прекращено. Тем не менее, Лудмер был выслан из Москвы в Одессу, а оттуда в Пинегу, откуда в 1880—1881 гг. переписывался с Милюковым, в силу чего юный Милюков в 1882 г. впервые попал в поле зрения полиции.
В 1883 г. переведён в Архангельск, где вызвал доверие губернатора Н. М. Баранова и был причислен к сословию почётных граждан. Занял должность мирового судьи и работал в губернском статистическом комитете, исполняя обязанности его секретаря. Опубликовал в центральной прессе отчёты об архангельских сельскохозяйственных выставках 1884 и 1885 гг., подготовил сборник материалов и речей к 300-летию Архангельска «Северный юбилей. 1584—1884» (1885), снабдив его собственной статьёй, в которой сетовал на неудовлетворительное экономическое положение города и настаивал на необходимости решать эту проблему путём обеспечения лучшего транспортного сообщения с ним. В 1884 г. подавал в Главное управление по печати просьбу разрешить ему издавать в Архангельске газету «Северный край». Отмечается также вклад Лудмера в развитие Архангельской публичной библиотеки.
Из Архангельска Лудмер уехал в Курляндскую губернию, где в 1886—1907 гг. занимал должность секретаря губернского статистического комитета. В этом качестве, в частности, выступил составителем книги «Экономические очерки Курляндской губернии» (1897). Также был редактором неофициальной части газеты «Курляндские губернские ведомости» (1886—1906). Опубликовал генеалогический справочник «Княжеские, графские и баронские фамилии Прибалтийских губерний. Материалы для родословий» (1902) и написанную по указанию курляндского губернатора Д. С. Сипягина брошюру «Восстановление древнего православного братства во имя Св. Николая Чудотворца в г. Якобштате» (1891).

## Творчество
На протяжении 1880-х гг. печатался как юморист в журналах «Осколки», «Будильник», «Стрекоза» и т. д., используя множество псевдонимов, в том числе Луд-Мер, Лудмерико, Лудмериссимо, Ремдул, Я. Ковиванович, Я. Северный, Пинежанин и т. д. Как публицист регулярно публиковался в газете «Русские ведомости».
Наибольшую известность, однако, принесла Лудмеру статья «Бабьи стоны», опубликованная в 1884 г. в журнале «Юридический вестник». В этой статье Лудмер описал многочисленные в его практике мирового судьи случаи, когда женщины-крестьянки страдают от насилия со стороны мужей, а также от различных других способов дурного обращения с их стороны (в частности, когда их мужья уходят в город на отхожий промысел и фактически забрасывают семью), резюмируя: «Ни одно судебное учреждение не может в пределах нашего законодательства оградить женщину от дурного и жестокого обращения с ней». Статья Лудмера вызвала несколько ответных статей в том же издании, Лудмер завершил тему статьёй «Бабьи дела на мировом суде» (там же, 1885, № 11, с. 522—531). На собранный Лудмером материал опирались последующие публицисты и исследователи, писавшие как по женскому вопросу, так и по вопросу распада крестьянской общины, — в частности, Л. П. Весин в труде «Значение отхожих промыслов в жизни русского крестьянства» и Глеб Успенский в очерке «Якобы „дела“», напечатанном в 1885 г. в журнале «Русская мысль» и вошедшем потом, под названием «Обилие „дела“», в цикл очерков «Письма с дороги» (Успенский познакомился со статьёй Лудмера ещё до её публикации, в редакции «Отечественных записок», куда автор предложил её первоначально). Современные источники указывают на статью Лудмера как на одно из ранних русских выступлений в защиту положения женщины и за её правовую эмансипацию.

## Личная жизнь
Был женат на рязанской помещице Наталье Ивановне Ржевской. В связи с этим интересовался историей Рязани и окрестностей, состоял с 1894 г. членом-корреспондентом Рязанской учёной архивной комиссии. Внучка — историк Наталья Пирумова.